# NGC 5772
NGC 5772 (другие обозначения — UGC 9566, IRAS14497+4048, MCG 7-31-1, ZWG 221.3, ZWG 220.60, KARA 653, PGC 53067) — спиральная галактика (Sb) в созвездии Волопас.
Этот объект входит в число перечисленных в оригинальной редакции «Нового общего каталога».
В галактике вспыхнули:
- сверхновая SN 2015bb типа Ib/c, её пиковая видимая звездная величина составила 17,0[4].
- сверхновая SN 2002ee типа IIp, её пиковая видимая звездная величина составила 18,4[4].